# Petane
Petane je naselje u slovenskoj Općini Novom Mestu. Petane se nalazi u pokrajini Dolenjskoj i statističkoj regiji Jugoistočnoj Sloveniji. 

## Stanovništvo
Prema popisu stanovništva iz 2002. godine naselje je imalo 44 stanovnika.